# Eueides barcellinus
Eueides barcellinus är en fjärilsart som beskrevs av Jose Francisco Zikán 1937. Eueides barcellinus ingår i släktet Eueides och familjen praktfjärilar. Inga underarter finns listade i Catalogue of Life.